# Iba N'Diaye
Iba Gustave N'Diaye (Saint-Louis, 28 maggio 1928 – Clamart, 4 ottobre 2008) è stato un artista senegalese.

## Biografia

### La carriera nell'arte contemporanea
Nel 1981, ha mostrato per la prima volta il suo lavoro a New York. Nel 1987 il Museum für Völkerkunde di Monaco di Baviera ha organizzato la prima grande retrospettiva europea del suo lavoro. Due anni dopo, questa viene poi presentata in Olanda nel Museo Africa a Berg en Dal, e nel 1990 i suoi lavori vengono esposti in Finlandia presso il Museum of Modern Art a Tampere.
Nel 1996 si svolge presso il Museo Paleis Lange Voorhout dell'Aia la mostra "Iba Ndiaye - pittore tra i continenti", mostra organizzata da Franz Kaiser, curatore capo al Gemeentemuseum Den Haag.

## Opere
- Tabaski la Ronde à qui le Tour - 1970
- Sahel - 1977
- The Cry / Head of a Djem Statuette Nigeria - 1976
- Study of an African Sculpture - 1977
- The Painter and his Model - 1979
- Study of a Wé Mask - 1982
- Jazz in Manhattan - 1984
- Big Band - 1986
- Juan de Pareja Attacked by Dogs - 1986
- The Cry - 1987
- Hommage à Bessie Smith - 1987
- Trombone - 1995
- Trio - 1999